# Louis Adamic
Louis Adamic (Grosuplje, 23 marzo 1898 – Milford, 4 settembre 1951) è stato uno scrittore e giornalista sloveno naturalizzato statunitense.

## Biografia

### Nascita, studi e gioventù
Nato a Grosuplje da una famiglia di contadini, ebbe una prima educazione nel paese natale e nel 1909 entrò in una scuola primaria di Lubiana. 
Più tardi, diventato scrittore, raccontò di essere entrato in contatto, nei tre anni passati a Lubiana, con un gruppo politico segreto di studenti vicino agli ideali nazionalisti. Raccontò inoltre di aver partecipato nel novembre del 1913 ad una manifestazione repressa dalla polizia, che lo avrebbe arrestato. Una volta liberato, Adamic sarebbe poi stato espulso dalla scuola e bandito da ogni istituzione educativa del governo asburgico. Sarebbe stato poi ammesso ad una scuola privata gestita dai Gesuiti.

### Il trasferimento negli USA
Non essendo entusiasta della nuova scuola e deluso dal suo paese, Adamic emigrò negli Stati Uniti, entrando a far parte della piccola comunità croata di San Pedro, in California.
Combatté con l'esercito USA la prima guerra mondiale sul Fronte occidentale. Di ritorno dalla guerra lavorò ancora come giornalista e scrittore.
Fu naturalizzato statunitense nel 1918, dopo aver vissuto di lavori manuali. Nello stesso anno iniziò a lavorare per il Narodni Glas (La voce della nazione), un quotidiano gestito da sloveni pubblicato a New York.
Ricevette il Guggenheim Fellowship nel 1932.
Nel 1934 scrisse il libro The Native's Return, la sua opera principale: un libro contro il regime di Alessandro I in Iugoslavia. Il libro diede a molti americani una prima conoscenza della situazione nei Balcani.

### Sostegno a Tito e suicidio
Durante la seconda guerra mondiale sostenne l'Esercito Popolare di Liberazione della Jugoslavia, contribuendo alla nascita della Repubblica Socialista Federale di Jugoslavia.
Dal 1949 fu corrispondente e membro del SAZU (Accademia Slovena delle Scienze e delle Arti) sino al suo ritorno negli Stati Uniti.
Si trasferì a Milford, nel New Jersey, dove morì suicida nel 1951, afflitto dalla mancanza di salute, durante un periodo d'intrighi e di tensioni in Iugoslavia. Corsero voci, mai confermate, secondo cui sarebbe stato ucciso da qualche fazione balcanica.
La vita di Adamic è oggetto della biografia romanzata Una cosa oscura, senza pregio, di Andrea Olivieri, pubblicata nel 2019.

### Opere
- Dynamite: The Story of Class Violence in America (1931)
  - Dynamite, Milano, Collettivo editoriale Librirossi, 1977
  - Dynamite. Storia della violenza di classe in America, Bari, BePress, 2010 ISBN 978-88-96130-13-1.
  - Dynamite! Storie di violenza di classe in America, edizione integrale e critica a cura di Andrea Olivieri, Roma, Alegre 2023 ISBN 979-12-55600-07-7
- Laughing in the Jungle: The Autobiography of an Immigrant in America (1932)
- The Native's Return: : An American Immigrant Visits Yugoslavia and Discovers His Old Country (1934)
- Grandsons: A Story of American Lives (1935)
- Cradle of Life: The Story of One Man's Beginnings (1936)
- The House in Antigua (1937)
- My America (1938)
- Two-Way Passage (1941)
- My Native Land (1943)
- Dinner at the White House (1946)
- The Eagle and the Roots (1950)

### Opere su Adamic
- Andrea Olivieri, Una cosa oscura, senza pregio, Roma, Edizioni Alegre, 2019, ISBN 9788832067026.